# ニーリー (小惑星)
ニーリー (903 Nealley) は小惑星帯に位置する小惑星である。ウィーンのウィーン天文台でヨハン・パリサによって発見された。
マックス・ヴォルフとパリサの写真星表の編纂に協力した、ニューヨーク出身のアメリカ人アマチュア天文家にちなんで命名された。